# Catholicisme en Roumanie
Le catholicisme est présent en Roumanie dès le XIe siècle. C'est la deuxième confession du pays après l'Église orthodoxe de Roumanie. 
Une part des fidèles catholiques appartient l'Église romano-catholique de Roumanie formée de diocèses de rite latin, une autre part est membre de l'Église grecque-catholique roumaine, Église sui iuris, de rite byzantin, unie à Rome.

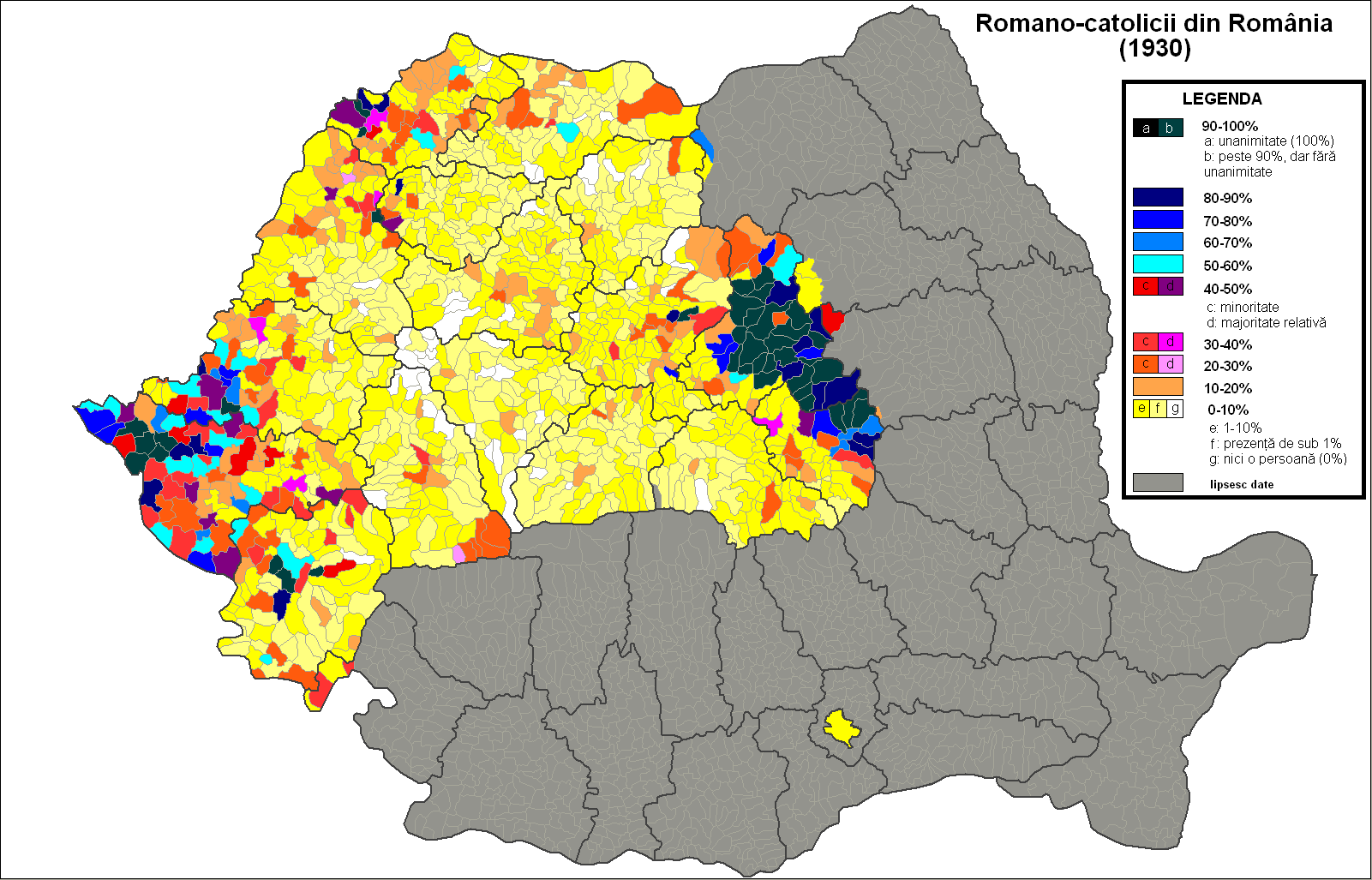
Confession catholique romaine en Roumanie (1930).
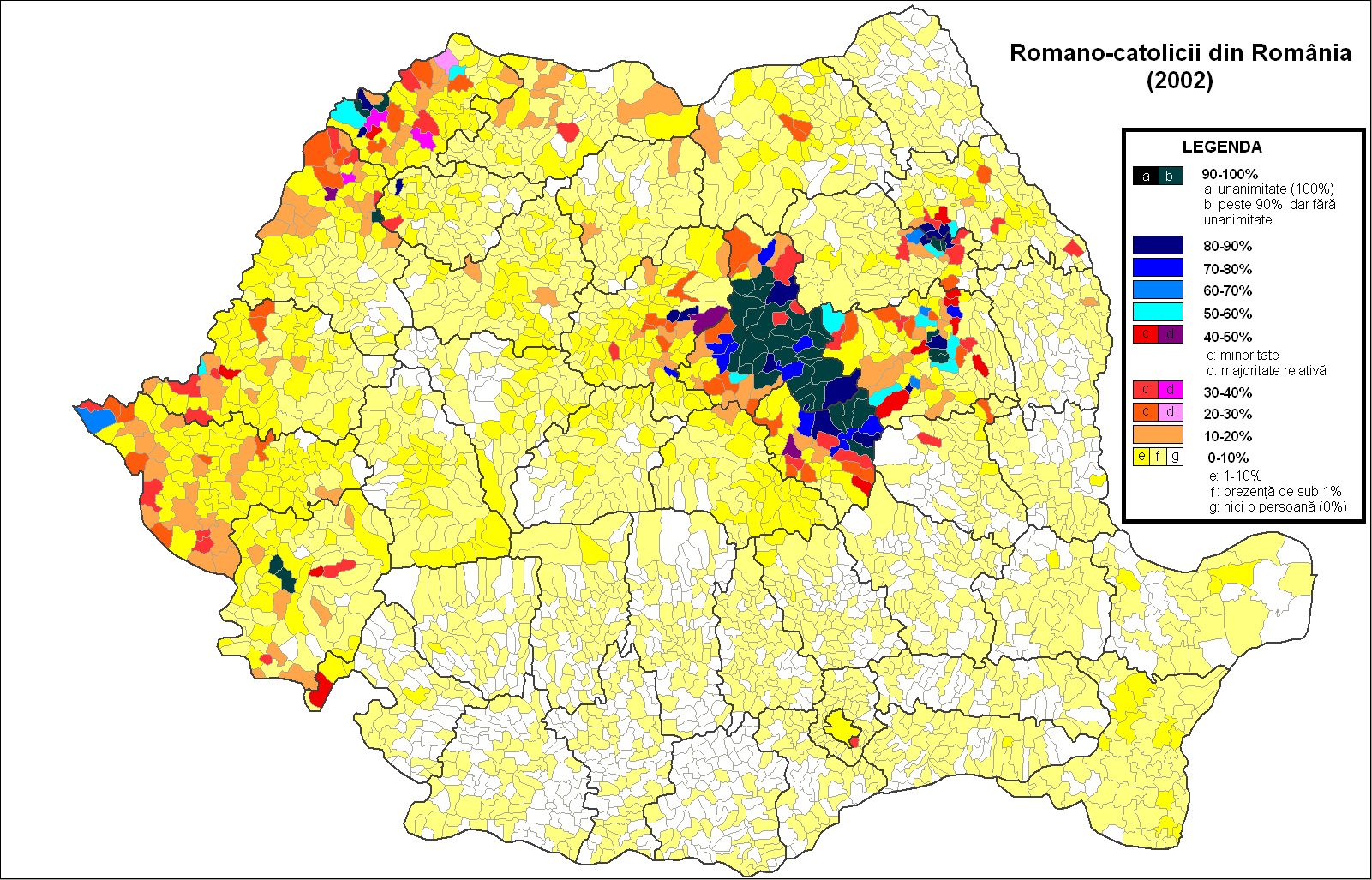
Confession catholique romaine en Roumanie (2002).
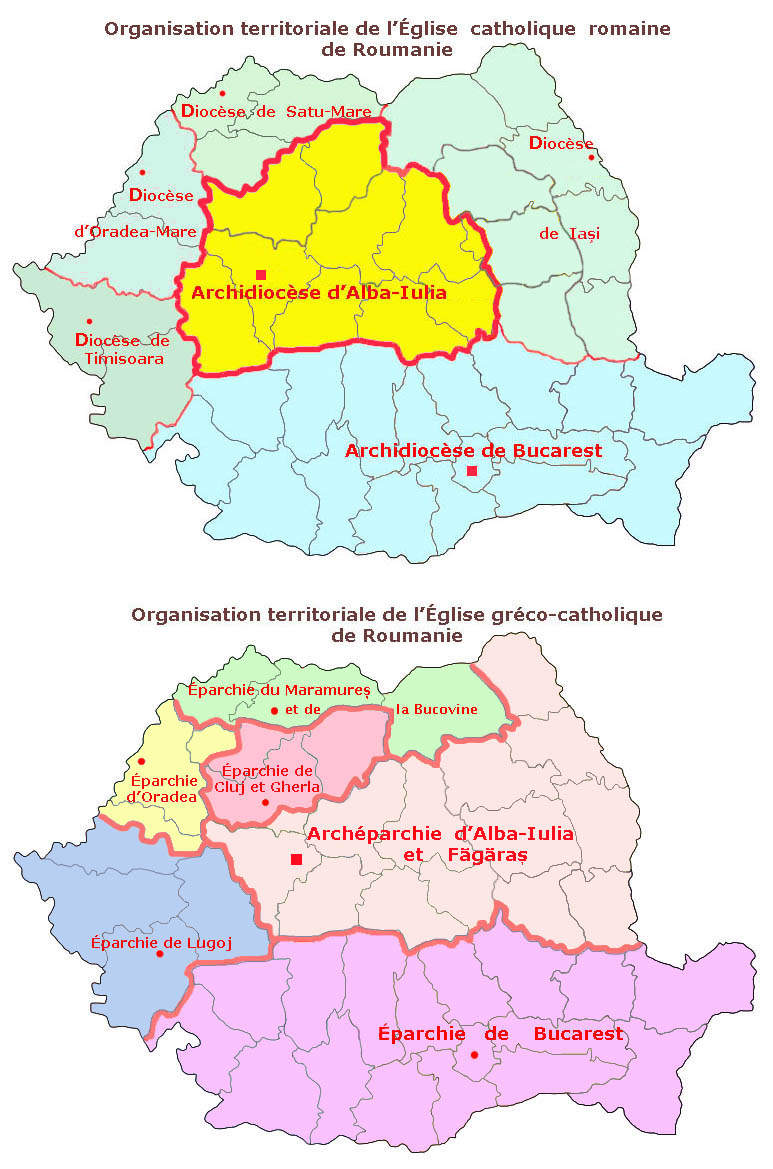
Cartes des diocèses catholiques en Roumanie.